# Xã Shamrock, Quận Holt, Nebraska
Xã Shamrock (tiếng Anh: Shamrock Township) là một xã thuộc quận Holt, tiểu bang Nebraska, Hoa Kỳ. Theo thống kê vào năm 2010, dân số của xã này là 40 người.